# Liste des strata montagnes russes
Pour un article plus général, voir strata montagnes russes.
Sont considérées comme strata montagnes russes les montagnes russes ayant une hauteur d'au moins 120 mètres.
La première attraction de ce type à circuit fermé est Top Thrill Dragster, à Cedar Point, en 2003 avec une hauteur de 420 pieds, soit 128 mètres. Il en existe deux dans le monde se composant d'un circuit fermé à ce jour.
Superman: Escape from Krypton de Six Flags Magic Mountain sont les premières montagnes russes à avoir dépassé la barrière des 400 pieds ; elles ne sont pas considérées comme des strata montagnes russes par certains puristes car elles sont de type navette. Toutefois , Roller Coaster DataBase les considère comme montagnes russes.

## Liste des attractions de ce type

### Montagnes russes à circuit fermé
| Nom          | Parc                      | Constructeur | Date        | Hauteur |
| ------------ | ------------------------- | ------------ | ----------- | ------- |
| Kingda Ka    | Six Flags Great Adventure | Intamin      | 21 mai 2005 | 139 m   |
| Top Thrill 2 | Cedar Point               | Zamperla     | 4 mai 2003  | 128 m   |

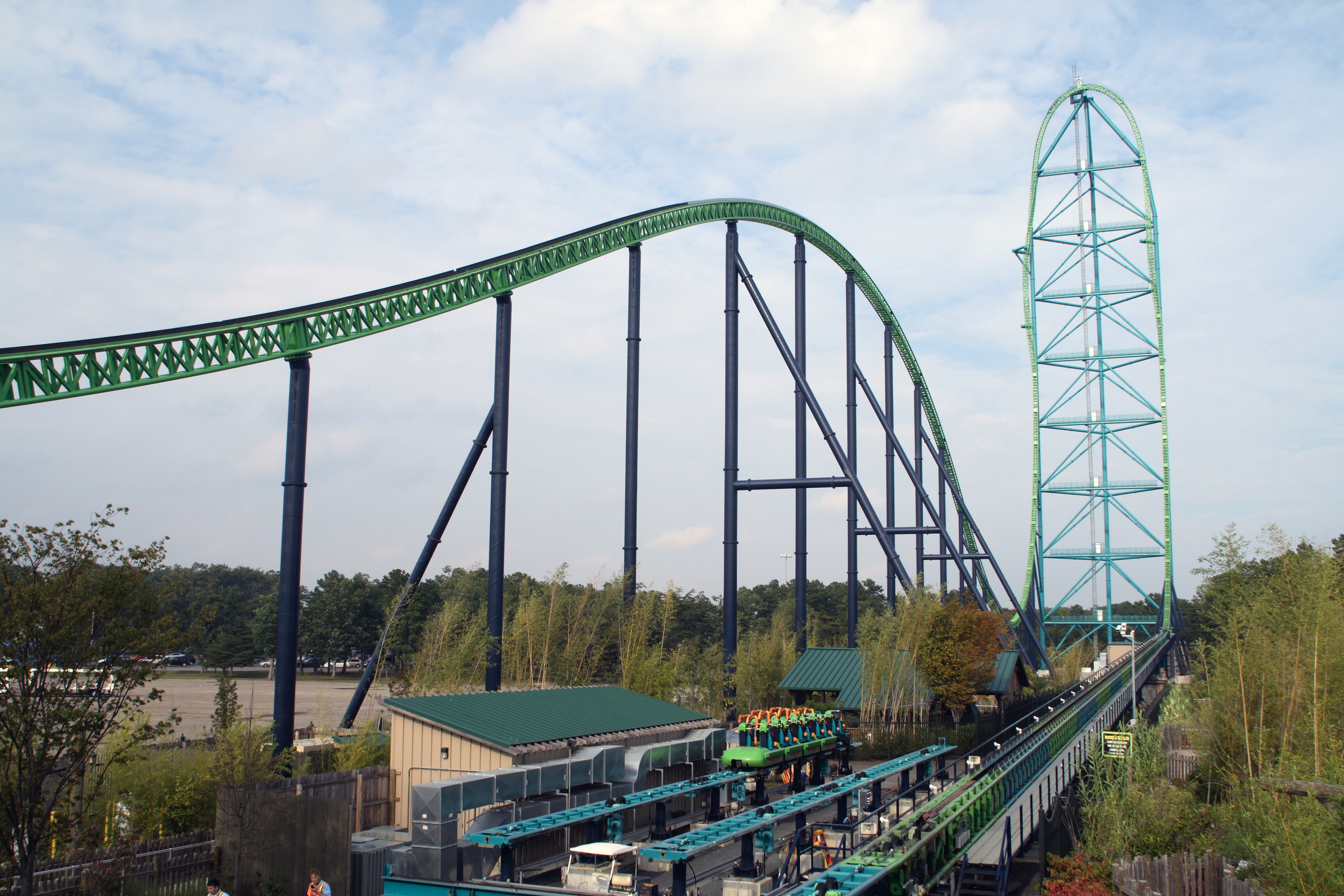
Kingda Ka
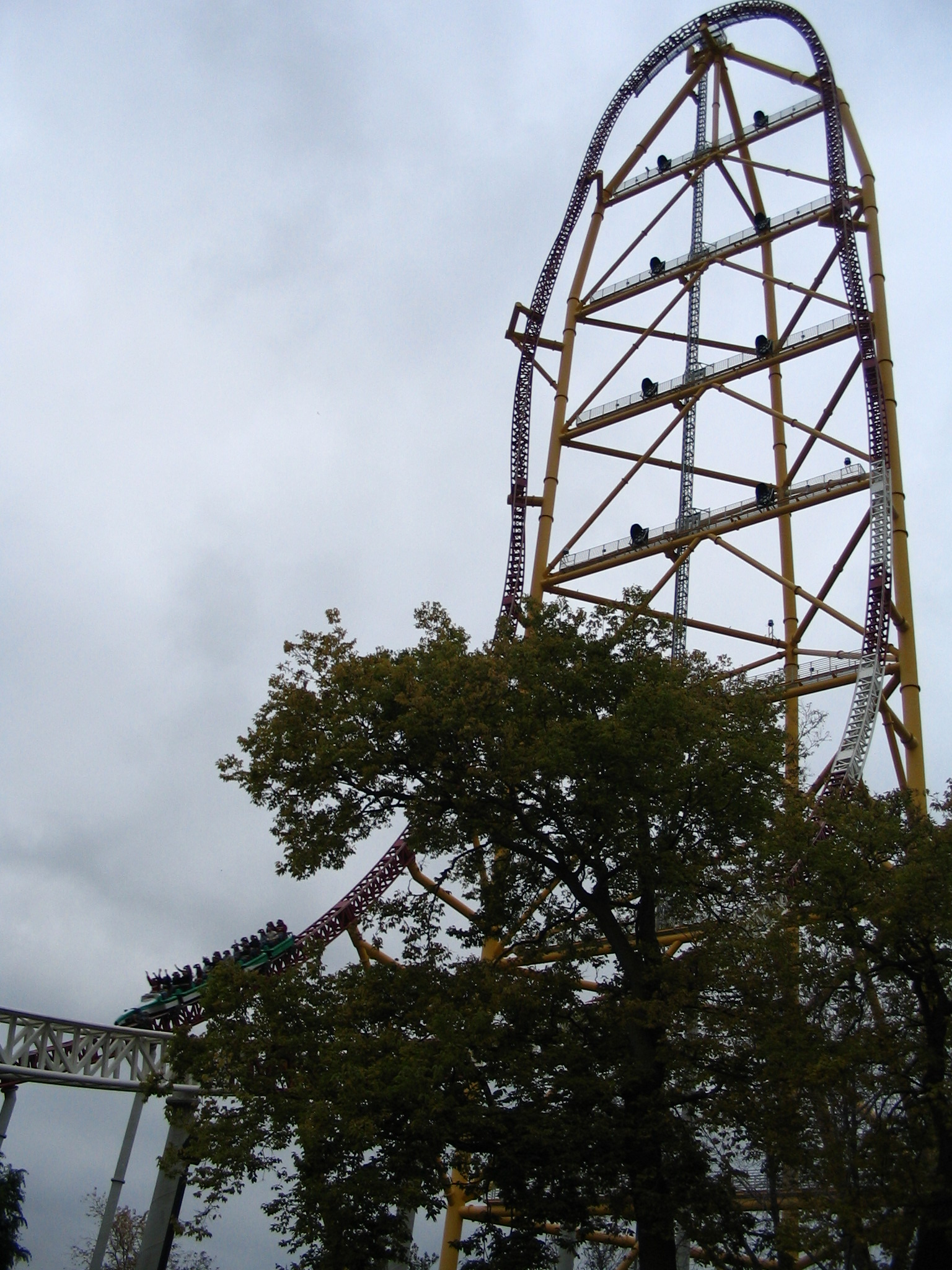
Top Thrill 2

### Montagnes russes navette
| Nom                           | Parc                     | Constructeur | Date         | Hauteur |
| ----------------------------- | ------------------------ | ------------ | ------------ | ------- |
| Superman: Escape from Krypton | Six Flags Magic Mountain | Intamin      | 15 mars 1997 | 126,5 m |

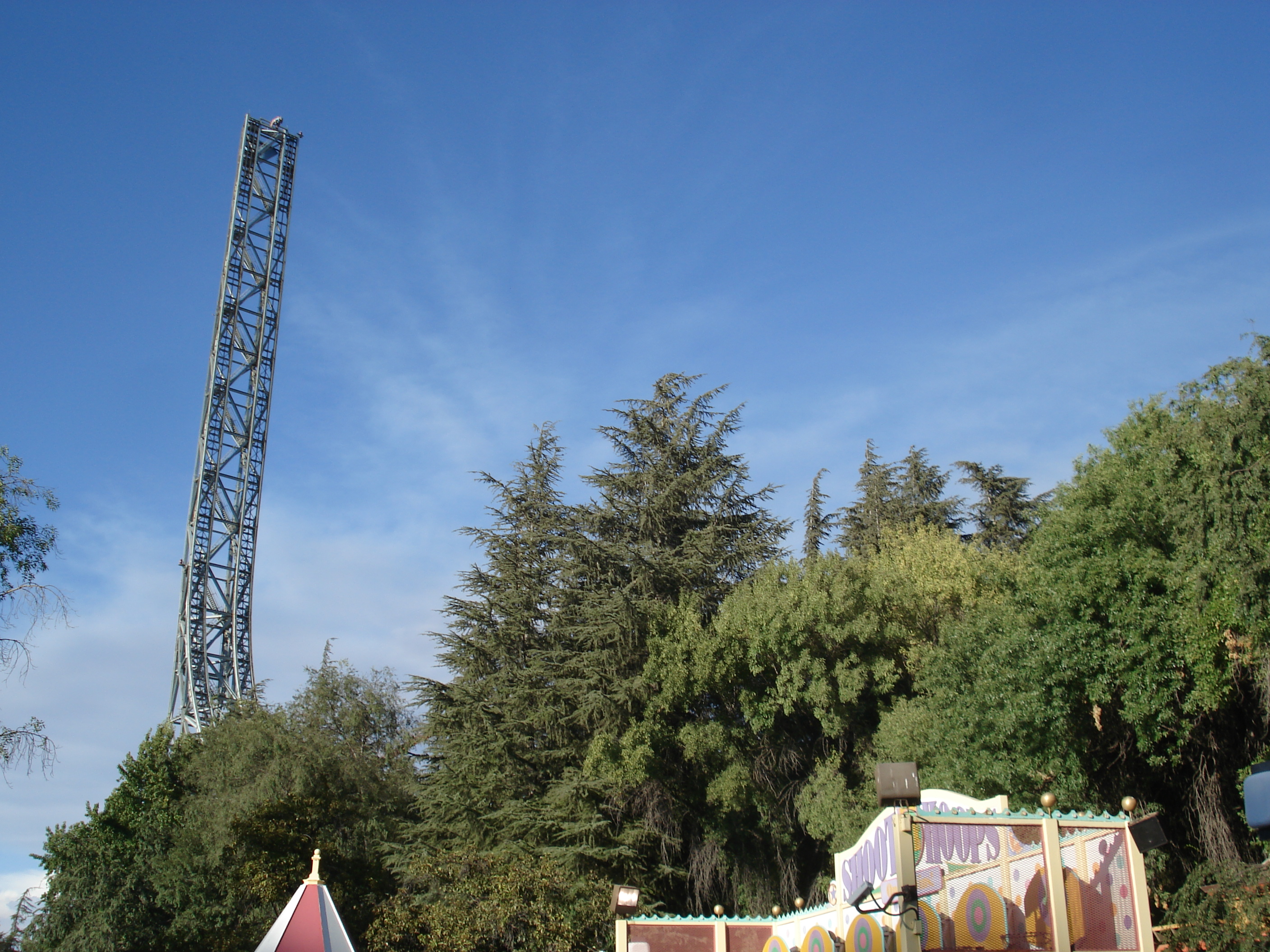
Superman: Escape from Krypton